# Catharsius semirubidus
Catharsius semirubidus là một loài bọ cánh cứng trong họ Bọ hung (Scarabaeidae).